# Црква Свете Тројице (Медина)
Црква Свете Тројице је један од православних храмова Српске православне цркве у Медини (мађ. Medina). Црква припада Будимској епархији Српске православне цркве.
Црква је посвећена Светој Тројици.

## Историјат
На месту данашње цркве постојала је стара црква која је подигнута негде 1720. године. То је била скромна црква, највероватније брвнара. Она је у 18. веку обновљена, вероватно и преуређена 1836. године. 
Садашња црква од тврдог материјала, скромних димензија и једноставних облика, саграђена 1856. године.
Црква Свете Тројице у Медини је парохија Архијерејског намесништва мохачког чији је Архијерејски намесник Јереј Зоран Живић. Администратор парохије је протојереј Зоран Остојић. 

## Архитектура
Црква је једноставна једнобродна грађевина с високим звоником и металном капом. Иконостас из 18. века је расклопљен и иконе се налазе на зидовима цркве. Садашњи иконостас је рад непознатог сликара је из средине 19. века.